# Estero Cajón de los Ángeles
El estero Cajón de Los Ángeles o río Los Ángeles, también llamado río Cajón, es un curso natural de agua que  en el centro de la Región de Valparaíso y fluye hacia el NO hasta confluir con el río Alicahue donde nace el río La Ligua.
Este curso de agua es llamado estero de Los Anjeles por Luis Risopatrón, que también lo nombra río de los Angeles en su Diccionario Jeográfico de Chile.

## Trayecto
El estero Cajón de Los Ángeles, a veces solo río Los Ángeles, nace en la divisoria de aguas que separa su hoya de la hoya del río Putaendo, es decir, la del río Aconcagua. Sus formativos son la quebrada El Manzano y la quebrada Chacay. Desde allí sigue con dirección SO por unos 10 km para girar bruscamente al NO y continuar por 23 km mientras recibe las aguas de las quebradas El Rosario, del Chivato y el estero Guayacán más  el Pitipeumo, que son los cauces que drenan la zona más austral de su cuenca. Finalmente desemboca en la ribera sur del que es a partir de ahí el río La Ligua.: 307 

## Caudal y régimen
Se distinguen dos subcuencas en lo relacionado al régimen de caudales:: 38 
Dentro de la Cuenca del río La Ligua, la subcuenca del La Ligua abarca desde la junta del Alicahue con el río Los Ángeles hasta la desembocadura del La Ligua en el océano Pacífico. Muestra un régimen pluvio–nival, ya que los aportes pluviales se hacen más importantes que en la subcuenca anterior (del río Alicahue), por estar ésta a una menor elevación. El período de mayores caudales ocurre entre julio y noviembre. El período de estiaje se observa en el trimestre febrero, marzo, abril, debido fundamentalmente al uso de agua para el riego.

## Historia
Luis Risopatrón lo describe en su Diccionario Jeográfico de Chile (1924) sobre el estero:: 111 
Anjeles (Estero de los) 32° 30' 70° 58'. Nace en las vecindades del portezuelo de La Mostaza, corre hacia el SW i luego se encorva al W i NW, para vaciarse en la márjen S del curso superior del rio de La Ligua, a corta distancia hacia el E. del pueblo de Cabildo. 127; i 156; rio de los Angeles en 66, p. 262; i riachuelo en 62, II, p. 240.

## Población, economía y ecología
Existe un proyecto para la construcción del embalse Los Ángeles, (altura de presa: 34 m, longitud de presa: 780 m, volumen de embalse: 30 hm³) sobre el lecho del estero y con un canal de alimentación desde el río La Ligua, con un costo total de 133.000 millones de pesos chilenos 2017, obtenidos por medio de una concesión a 15 años.